# Власов, Георгий Петрович
Георгий Петрович Власов (1824—1906) — генерал от инфантерии русской императорской армии, генерал-адъютант.

## Биография
Родился 10 (22) апреля 1824 года в Великих Луках в семье поручика Петра Филипповича Власова (1786—1844).
Воспитывался в Полоцком кадетском корпусе, «откуда для окончания курса переведен в 1840 году в Дворянский полк»; 8 августа 1842 года выпущен прапорщиком в лейб-гвардии Павловский полк.
Принимал участие в «венгерском походе»; в 1853—1854 годах — в военных действиях против турецких войск в Молдавии и Валахии; в 1863 году — в «усмирении польского мятежа» и 30 августа 1863 года, в чине полковника, был пожалован званием флигель-адъютанта, а 5 октября того же года назначен командиром Колыванского пехотного полка, со званием и правами военного начальника южной части отдела Варшавско-Венской железной дороги.
С 27 августа 1865 по 12 июня 1866 года был командиром Волынского лейб-гвардии полка; 27 марта 1866 года был произведён в генерал-майоры свиты Е.И.В. и 12 июня назначен Варшавским обер-полицмейстером. С 30 августа 1876 года — генерал-лейтенант.
По болезни 8 марта 1879 года был перечислен, по его прошению, в запас.
С 1895 года — генерал от инфантерии.
Умер 5 (18) июня 1906 года. Похоронен на Смоленском кладбище, «под церковью Смоленской Богоматери».
Был женат на Надежде Александровне Наумовой (01.12.1840—10.03.1898). У них родились дочери: Ольга, Надежда, Александра. Ольга (1863—1902) была замужем за К. И. Дворжицким; Надежда, с 8 апреля 1890 года — за молдавским князем Аристидом Михайловичем Дабижа.

## Награды
- орден Св. Анны 3-й ст. с мечами и бантом (1854)
- орден Св. Владимира 4-й ст. с мечами и бантом (1863)
- орден Св. Станислава 1-й ст. (1867)
- орден Св. Анны 1-й ст. (1869)
- орден Св. Владимира 2-й ст. (1871)
- орден Белого Орла (1879)
- австрийский орден Франца Иосифа, большой крест (1870)